# 桥北街道 (本溪市)
桥北街道，原为北台街道，是中华人民共和国辽宁省本溪市平山区下辖的一个乡镇级行政单位。2019年，撤销桥头街道和北台街道，所属行政区域合并成立桥北街道。

## 行政区划
桥北街道下辖以下地区：
河西社区、河东社区、北钢社区、北台社区、矿山社区、北台村、富家村和本溪市仓储物流产业区社区。